# Graskarpfen
Der Graskarpfen (Ctenopharyngodon idella), auch Weißer Amur, Grasfisch oder Chinakarpfen genannt, ist die einzige Fischart der also monotypischen Gattung Ctenopharyngodon in der Familie der Xenocyprididae.

## Merkmale
Graskarpfen haben einen langgestreckten, dem Döbel (Leuciscus cephalus) ähnlichen Körper und werden bis zu 150 Zentimeter lang. Die Schnauze ist stumpf und zwischen den Nasenlöchern eingedellt. Der Mund ist leicht unterständig und weist keine Bartfäden auf. Die Bauchseite ist abgerundet. Der Graskarpfen hat große Schuppen, von denen entlang der Seitenlinie 42 bis 45 vorhanden sind. Unterhalb der Seitenlinie finden sich fünf Schuppenreihen, beim Döbel sind es dagegen nur drei bis vier. Die Rückenflosse weist zehn, die Afterflosse elf Strahlen auf, wovon die ersten drei ungefiedert sind. Die Schlundzähne sind zweireihig, seitlich zusammengedrückt, schräg abgeschliffen und sägeförmig gekerbt. Die Zahnformel lautet (1)2.(4)5-5(4).2. Der Rücken ist dunkelgrün bis grünschwarz gefärbt. Die Flanken sind heller und grünlich, der Bauch ist weißlich. Die Schuppen haben eine dunkle Umrandung (Netzzeichnung).

## Vorkommen

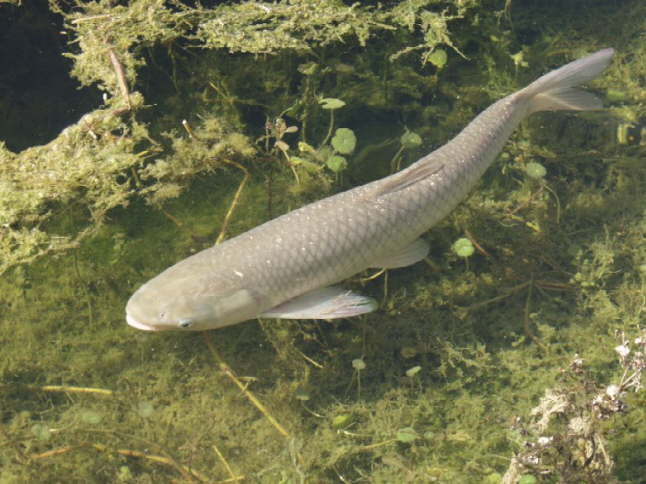
Graskarpfen

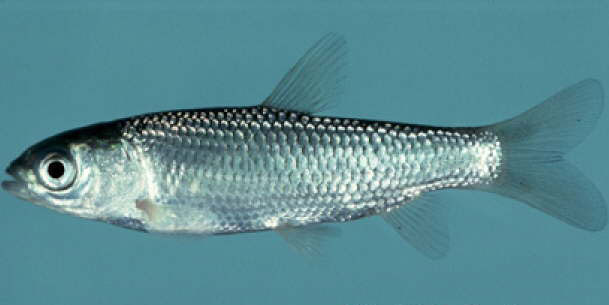
Jungtier

Die Art stammt ursprünglich aus China, wo sie in ruhigen, tiefen Flüssen und Seen in den Ebenen vorkommt. Die optimale Wassertemperatur liegt zwischen 22 und 26 °C. Die natürliche Verbreitung ist heute kaum noch festzustellen, da der Graskarpfen bereits im 10. Jahrhundert in China künstlich besetzt wurde. In den 1960er Jahren wurde er auch in vielen Gewässern in Europa und Amerika, oft zusammen mit Silberkarpfen und Marmorkarpfen, zur Bekämpfung von Wasserpflanzen ausgesetzt.

## Lebensweise
Der Graskarpfen ist eine wärmeliebende Art, die aber auch tiefere Temperaturen verträgt. Im Jangtsekiang in China werden die Tiere bereits im 4. bis 5. Jahr geschlechtsreif, in kühleren Gegenden erst im 6. bis 8. Lebensjahr. Abgelaicht wird in stark strömendem Wasser über kiesigem Untergrund. Die Brutdauer beträgt bei 27 bis 29 °C Wassertemperatur 32 bis 40 Stunden. Anfangs ernähren sich die Jungfische von Kleintieren, ab einer Länge von sechs bis zehn Zentimeter gehen sie zu pflanzlicher Nahrung über, wobei sich ihr Darmkanal um das 2- bis 2,5fache der Körpergröße verlängert.